# ياسماني دوك
ياسماني دوك (بالإسبانية: Yasmani Duk)‏ (31 يناير 1988 بسانتا كروز دي لا سييرا في بوليفيا - ) هو مدرب كرة قدم ولاعب كرة قدم بوليفي في مركز الهجوم. شارك مع منتخب بوليفيا لكرة القدم. أما مع النوادي، فقد لعب مع نيويورك كوسموس وأورينتي بيتروليرو وLa Paz F.C. ‏ وNew York Cosmos (2010) ‏ وSport Boys Warnes ‏.

## روابط خارجية
- ياسماني دوك على موقع قاعدة بيانات كرة القدم.إي يو (الإنجليزية)
- ياسماني دوك على موقع ناشيونال فوتبول تيمز (الإنجليزية)
- ياسماني دوك على موقع Soccerway.com (الإنجليزية)
- ياسماني دوك على موقع AS.com (الإسبانية)